# Orden de Borgoña
La orden de Borgoña fue una institución militar fundada por el emperador Carlos V. 
Tras la conquista del reino de Túnez, queriendo perpetuar esta memoria y dar público testimonio de reconocimiento a los especiales favores recibidos de la divina providencia fundó esta orden el 25 de junio de 1535. Su divisa era un collar semejante al Toisón de oro y pendiente de él, una cruz de aspa con el epígrafe Barbarie. 
A pesar de la decadencia de esta orden siguió usándose en España hasta nuestros días la cruz de Borgoña en las banderas militares y las personas agraciadas con un empleo en la casa real, al prestar juramento, lo siguieron haciendo con la señal de la cruz de Borgoña.